# Tyranneutes stolzmanni
El saltarín enano (en Colombia y Venezuela) (Tyranneutes stolzmanni), también denominado bailarín enano, saltarincillo enano (en Ecuador) o saltarín-tirano enano (en Perú), es una especie de ave paseriforme de la familia Pipridae, una de las dos en el género Tyranneutes. Es nativo de la región amazónica en América del Sur. 

## Distribución y hábitat
Se distribuye por Venezuela (Amazonas, oeste y sur de Bolívar) y en la  Amazonia desde el este de Colombia hacia el sur (al este desde las estribaciones de los Andes) por Ecuador, Perú y norte de Bolivia, y hacia el este hasta el noroeste y centro norte de Brasil (al este hasta el río Negro y, al sur del río Amazonas, hasta Maranhão y al sur hasta el sur de Mato Grosso).
Esta especie es considerada común en sus hábitats naturales: los estratos medio y bajo del interior del bosque húmedo de terra firme y de las riberas y en el bosque de suelo arenoso, por debajo de los 600 m de altitud.

## Descripción
El saltarín enano mide 8 cm de longitud. El plumaje es verde oliva oscuro en el dorso y el píleo, y amarillo en la garganta, el pecho y el vientre. El iris es pálido.

### Descripción original
La especie T. stolzmanni fue descrita por primera vez por el ornitólogo austríaco Carl Eduard Hellmayr en 1906 bajo el nombre científico Pipra stolzmanni; su localidad tipo es: «Marabitanas, alto Río Negro, Amazonas, Brasil».

### Etimología
El nombre genérico masculino «Tyranneutes» deriva del griego «turanneuō, turannos» que significa ‘ser un tirano’, ‘tirano’; y el nombre de la especie «stolzmanni», conmemora al ornitólogo polaco Jean Stanislaus Stolzmann (1854–1928).

### Taxonomía
Es monotípica.